# ما خوب هستیم
«ما خوب هستیم» (انگلیسی: We're Good) ترانه‌ای از خواننده انگلستانی دوآ لیپا از نسخهٔ مجدد دومین آلبوم استودیویی‌اش نوستالژی آینده: نسخهٔ مهتاب (۲۰۲۱) است. این ترانه در ۱۱ فوریه ۲۰۲۱ از طریق وارنر رکوردز به عنوان تک‌آهنگ آغازین نسخهٔ مجدد آلبوم منتشر شد.